# Ferdinandusa panamensis
Ferdinandusa panamensis es una especie de plantas con flores de la familia de las rubiáceas.

## Descripción
Son árboles que alcanzan hasta los 20 m de altura, glabrescentes a pilosos; son hermafroditas. Las hojas son opuestas, elípticas a elíptico-oblongas, de 6–22 cm de largo y 4–10 cm de ancho, el ápice acuminado, con la base obtusa a cuneada, papiráceas a cartáceas. Las flores ligeramente zigomorfas, 5-lobado; la corola infundibuliforme, de color blanco a amarillento-verdosa, con tubo 6–25 mm de largo, y lobos de 5, 4–6 mm de largo, obtusos, convolutos. Los frutos son cápsulas leñosas,  lisas, 30–65 mm de largo y 5–15 mm de ancho; con las semillas elípticas, de 10–20 mm de largo, aplanadas, con ala membranácea marginal.

## Hábitat
Ocasional en bosques húmedos de la zona atlántica; a una altitud de 10–100 metros desde Nicaragua al noroeste de Colombia. 

## Taxonomía
Ferdinandusa panamensis fue descrita por Standl. & L.O.Williams y publicado en Ceiba 3(1): 34, en el año 1952.